# Nagahama (Šiga)
Nagahama (japonsky 長浜市, Nagahama-ši) je japonské město nacházející se v prefektuře Šiga, na severovýchodním pobřeží jezera Biwa. Centrum města bylo založeno a přejmenováno Hidejošim Tojotomim, když se Hidejoši přestěhoval z centra administrace z paláce Odani. Kunitomo (国友), nejsevernější městské centrum bylo známé produkci pistolí Arquebus již od roku 1544. 
Ke dni 1. srpna 2011 mělo město odhadem 122.280 obyvatel a hustota zalidnění byla 180 osob/km². Celková rozloha činila asi 680 km². Město se nyní historicky nachází ve formaci tří bývalých okresů, okresu Sakata, okresu Higašiazai a okresu Ika. Starostou města je od roku 2010 (znovu zvolen roku 2014 a potřetí roku 2018) Júdži Fudžii (藤井 勇治, * 1950)

## Zeměpis

### Vodstvo
Město leží na severovýchodním pobřeží jezera Biwa (琵琶湖), při jehož severním okraji je v něm ostrov Čikubu (竹生島). Na severním okraji města je další jezero Jogo (余呉湖) a na severovýchodním pobřeží jezera Biwa malé jezero Notanuma (野田沼). Městem protékají řeky Anegawa (姉川, vlévá se do jezera Biwa, na řece je přehradní nádrž Anegawa damu; název znamená řeka – starší sestra), její přítok Takatokigawa (高時川), jinak nazývaná Imótogawa (妹川; název znamená řeka - mladší sestra), Jogogawa (余呉川, přítok jezera Biwa), Suginogawa, Óuragawa, Tagawa, Kusanogawa.

### Hory
Na severovýchodě od města jsou hory Kanakusodake (金糞岳), Mitakajama, Šizugatake (賤ヶ岳), na severu Jokojamadake (横山岳).

## Pojmenování
Nagahama byla dříve známá jako Imahama (今濱), ale Hidejoši Tojotomi ji přejmenoval na Nagahamu po Odu Nobunagovi (織田 信長) naga - 長. To se netýká oblasti stejného jména ve čtvrti Čúó města Fukuoka a stejně pojmenované čtvrti města Ózu v prefektuře Ehime ani mnoha dalších míst stejného názvu v Japonsku.

## Historie
Nagahama je součástí starověké provincie Ómi a byla osídlena přinejmenším od období Jajoi. Během období Sengoku se o oblast bojovalo mezi klany Kjogoku, Azai a Asakura. Centrum města bylo vyvinuto a přejmenováno Hidejoši Tojotomim, který sem přesunul centrum své správy z hradu Odani. Kunitomo (国友), severovýchodně od centra města, bylo od roku 1544 známé výrobou arkebuz a zbraní. Osada se původně jmenovala Imahama (今濱), ale Hidejoši ji přejmenoval na Nagahama, přičemž jedno kandži převzal ze jména svého vládce Nobunaga Ody. Nesouvisí se stejnojmennou oblastí ve městě Fukuoka a stejnojmenným městem v prefektuře Ehime. V období Edo bylo z velké části pod kontrolou domény Hikone pod šógunátem Tokugawa; nicméně, džin'ja domény Ómi-Mijagawa, feudální hospodářství s 13 000 koku pod kadetskou větví klanu Hotta, se nacházelo na území, které je nyní součástí jihovýchodní Nagahamy.
Ke dni 1. září 1943 se město Nagahama z okresu Sakata spojilo se šesti dalšími městy, aby získalo status města. Poslední sčítání obyvatel bylo provedeno dne 1. října 2018, kdy město mělo populaci 115 618 obyvatel. Celková plocha byla 681,02 km². Ke dni 13. února 2006, byla města Azai (浅井町) a Biwa (びわ町/琵琶町) (obě byla z okresu Higašiazai) spojena v město Nagahama, která nahradila všechny městské a obecní organizace, například ze samotného starého města Nagahama. Jako výsledek anexe měst Azai a Biwa v roce 2006, činil celkový počet 84 410 obyvatel. Ke dni 1. ledna 2010 byla města Kohoku (湖北町) a Torahime (虎姫町), obě byla z okresu Higašiazai (東浅井郡), a města Kinomoto (木之本町), Nišiazai (西浅井町), Takacuki (高月町) a Jogo (余呉町) (všechna z okresu Ika (伊香郡)) spojena v město Nagahama. Oba okresy byly proto zrušeny v důsledku tohoto sloučení.

## Památky města
Nagahama je jednou z mnoha známých turistických měst v prefektuře Šiga. Atrakce nacházející se ve městě jsou:
- Centrum Nagahama
  - hrad Nagahama (長浜城)
  - náměstí Kurokabe (黒壁スクエア, známé také jako „Náměstí Černé Zdi“), nákupní uličky soustředěné poblíž sklárny, která využila staré bankovní budovy.
  - Staré nádražní muzeum města Nagahama postavené v roce 1882 a nejstarší dochovaná železníční stanice v Japonsku.
  - Pivovar římského piva v Nagahamě
  - svatyně Hačimangú v Nagahamě (八幡宮)
  - Chrám Daicúdži (大通寺), největší buddhistický chrám v centru Nagahamy
  - Chrám Sódžidži (總持寺)
  - Chrám Džinšódži (神照寺)
  - Chrám Čizen-in (知善院)
  - Svatyně Hókoku 豊国神社
  - Festival Nagahama Hikijama (長浜曳山祭) se slaví od 13. do 16. září, každoročně od éry Azuči-Momojama.
  - Výstava bonsají "švestek" ume Nagahama Bonbai-ten (盆梅展) se slaví od 20. ledna do 10. září, každoročně od roku 1952.
- hradiště Odani (小谷城)